# Militär-Max-Joseph-Orden

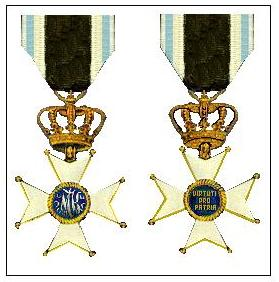
Ritterkreuz des Militär-Max-Joseph-Ordens

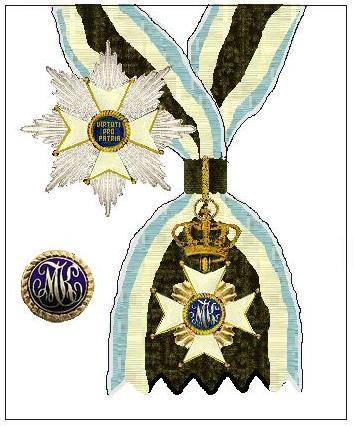
Großkreuz des Militär-Max-Joseph-Ordens

Der Militär-Max-Joseph-Orden wurde durch den bayerischen König Maximilian I. Joseph mit Armeebefehl vom 1. März 1806 rückwirkend zum 1. Januar 1806 auf Anregung von Felix Joseph von Lipowsky gestiftet und war der höchste militärische Verdienstorden des Königreichs Bayern. Der Orden ersetzte das kurpfalz-bayerische Militär-Ehrenzeichen für Offiziere.

## Ordensklassen
Der Orden bestand aus drei Klassen:
- Großkreuz
- Kommandeurkreuz
- Ritterkreuz

Bisherige Inhaber des kurpfalz-bayerischen Militär-Ehrenzeichens, die zur Zeit der Stiftung nicht mehr als Offiziere aktiv waren, wurden als Ehrenritter in den Orden aufgenommen.

## Ordenszeichen und Trageweise

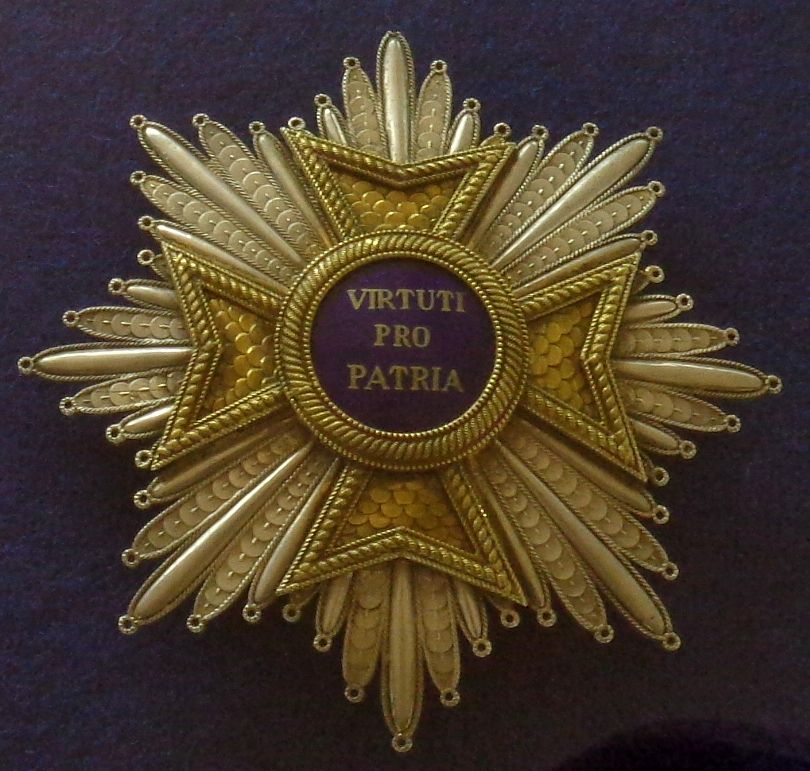
Bruststern

Die Ordensdekoration wurde vom Militär-Ehrenzeichen übernommen. Das Ordenszeichen ist ein goldbordiertes weißes Malteserkreuz mit goldenen Kugelspitzen und goldenen Strahlen zwischen den Kreuzarmen. Letztere fehlen beim Ritterkreuz. Das blau emaillierte Medaillon zeigt die gold geschriebene Ordensdevise VIRTUTI PRO PATRIA (Der Tugend für das Vaterland). Über dem Kreuz ist eine goldene Krone angebracht. Die Kreuze der jeweiligen Stufe unterscheiden sich in der Größe. Das Ordensband war schwarz mit blau-weißem Rand.
Ritter trugen das Insigne an einem schmalen Band am Knopfloch, Kommandeure um den Hals. Inhaber des Großkreuzes trugen das Insigne an einem breiten Schulterband und einen silbernen achtstrahligen Bruststern mit dem Ordenskreuz.
Großmeister Rupprecht von Bayern verfügte 1951, dass das Ritterkreuz in Zukunft am Hals zu tragen sei.

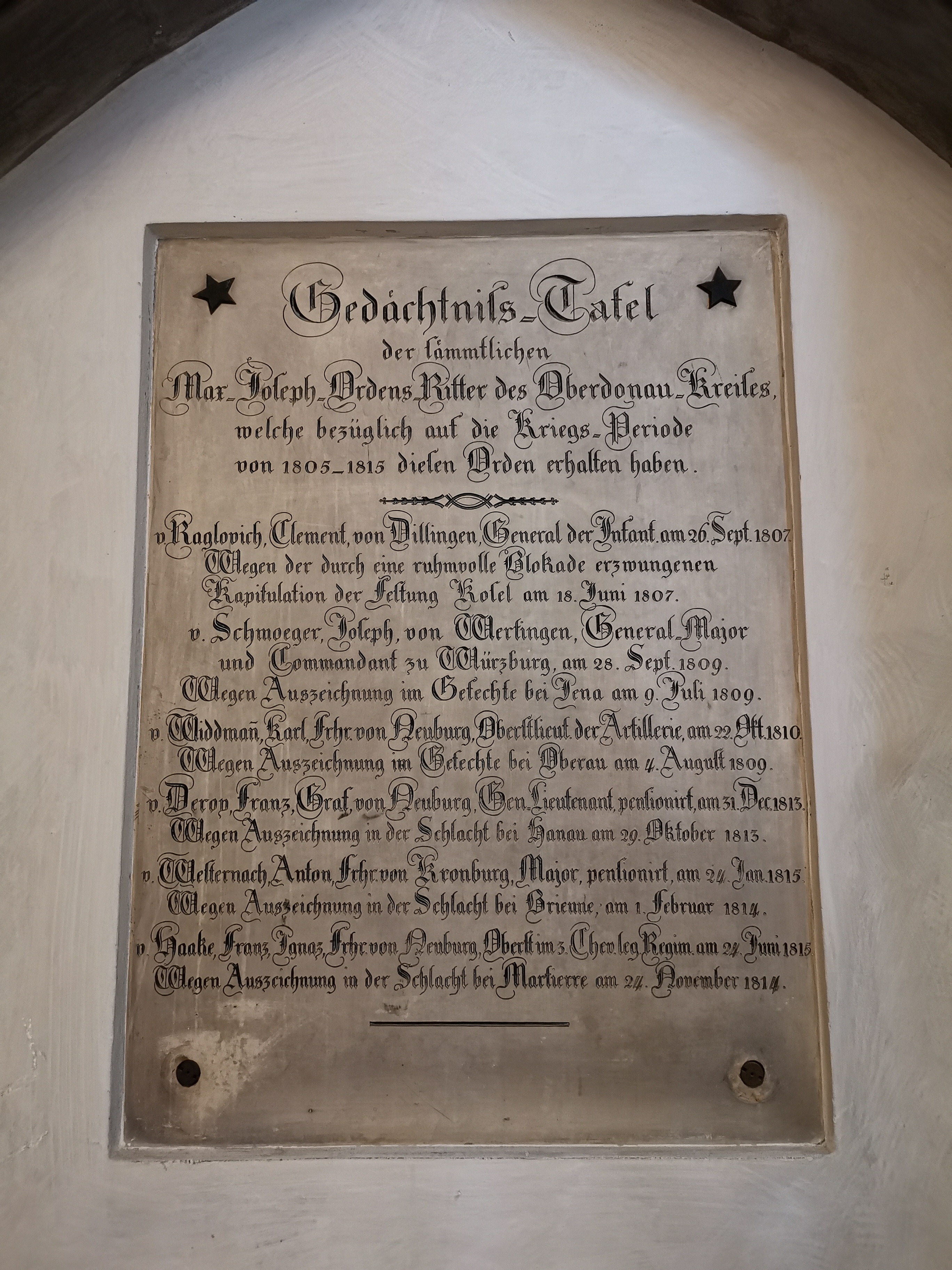
Gedächtnistafel für Empfänger des Militär-Max-Joseph-Ordens 1805–1815 aus dem Oberdonaukreis (Augsburger Dom)

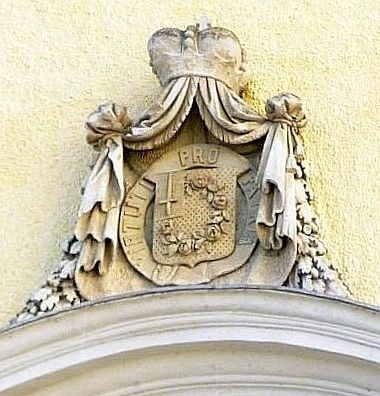
Wappen des Fürsten Carl Philipp von Wrede mit dem Großkreuz des Militär-Max-Joseph-Ordens am Eingangsportal des Klosters Mondsee

## Persönlicher Adel
Für bayerische Untertanen war mit der Verleihung des Ordens die Erhebung in den persönlichen, nicht vererbbaren Adel verbunden. Die Inhaber erhielten nach der Eintragung in die Adelsmatrikel zu ihrem bürgerlichen Namen den Zusatz „Ritter von“ (z. B. wurde Wilhelm Leeb zu Wilhelm Ritter von Leeb). Ähnliche Regeln galten auch beim zivilen Pendant des Militär-Max-Joseph-Ordens, dem Verdienstorden der Bayerischen Krone. Von 1812 bis 1818 war für solcherart geadelte Ordensmitglieder der bayerische Transmissionsadel vorgesehen. Nach dem Vorbild der französischen Noblesse d’Empire hatten Ordensmitglieder, deren Vater und Großvater ebenfalls diese Auszeichnung erworben hatten, außerdem Anspruch auf den erblichen Adel.

## Pension und Präbenden
Für die dienstältesten Mitglieder jede Ordensklasse war eine jährliche Pension vorgesehen:
- für die sechs ältesten Großkreuze 1.500 fl (Gulden)
- für die acht ältesten Kommandeurs 500 fl
- für die fünfzig ältesten Ritter 300 fl.

Um eine entsprechende Pension zu erhalten, musste der Inhaber bayerischer Staatsangehöriger sein. Ludwig I. und Maximilian II. fügten noch Präbenden für Kinder der Ordensmitglieder hinzu.

## Statuten und Erfordernisse
- Der König von Bayern ist der Großmeister des Ordens.
- Der Erwerb des Ordens war nur Offizieren möglich, jedoch unabhängig von Dienstgrad, Truppengattung, Religion, Geburt, Rang und anderen Umständen. Nur Generale konnten das Großkreuz erhalten.
- Für die Aufnahme in den Orden sind „hierzu tapfere Thaten gefordert, und zwar solche, die ein Offizier entweder ohne Verantwortung hätte unterlassen können, und zum Nutzen der Armee gereichen, oder welche mit außerordentlicher Klugheit, oder Muth und Entschlossenheit zur besonderen Ehre und Vortheil der Armee oder der Truppe ausgeführt worden sind.“ (Art. IX.)
- Eingabe der tapferen Tat, Beweisvorlage und Benennung von Zeugen bei dem jeweiligen Kommandierenden General, Überprüfung, ob die Tat nicht mit der Aufopferung der Mannschaften erfolgt ist;
- Zusammenkunft des Kapitels zur Überprüfung der Tat, Vorlage der Entscheidung beim Großmeister;
- Zustimmung des Großmeisters, Aushändigung des Ordenszeichens;
- Wirksamkeit der Pensionsansprüche ab Datum der tapferen Tat;
- Nach dem Tode eines Ordensritters ist das Ordenszeichen an den Großmeister zurückzusenden.
- Ordensritter, die den Dienst quittieren, verlieren die Ordenspension.
- Nach Begehen einer militärischen oder zivilen Straftat ist der Orden unverzüglich an den Großmeister zurückzugeben.
- Für die Verwaltung der Akten wird ein Ordensarchivar, -kanzelist und ein Ordensdiener jeweils mit angemessenem Gehalt angestellt.

In der Anlage 1 zum Stiftungsbefehl vom 1. März 1806 sind in dreißig Artikeln die Voraussetzungen für die Aufnahme in den Orden und sonstige Vorgaben festgelegt, in der Anlage 2 die ersten sechs Großkreuze, acht Kommandeurs und 49 Ritter namentlich aufgelistet, die Anspruch auf die entsprechenden Pensionen hatten (Oberleutnant Franz von Fortis ist der 50. Berechtigte, wurde jedoch bei der Aufstellung des Verzeichnisses übersehen).

## Großkanzler des Ordens
Durch Armeebefehl vom 22. März 1806 ernannte der König Generalleutnant Johann Nepomuk von Triva zum Großkanzler des Ordens. Sein Nachfolger wurde Feldmarschall Fürst von Wrede. Nach dessen Tod nahm die Aufgaben des Großkanzlers der amtierende Kriegsminister oder ein von ihm Beauftragter wahr. Am 22. August 1878 wurde General der Infanterie Ludwig von der Tann-Rathsamhausen zum Großkanzler ernannt. Nach seinem Tode am 26. April 1881 wurde wieder der jeweilige Kriegsminister berufen. 1954 wurde Wilhelm Ritter von Leeb zum Großkanzler des Max-Joseph-Ordens ernannt. Ihm folgte Oberst a. D. Rudolf von Kramer.

## Staatswappen
Der Militär-Max-Joseph-Orden war einer der vier königlich bayerischen Orden, die im Staatswappen abgebildet waren.

Großes Wappen des Königreichs Bayern mit den Collanen der vier höchsten Orden (von oben nach unten):
1. Hubertusorden
2. Hausritterorden vom Heiligen Georg
3. Militär-Max-Joseph-Orden
4. Verdienstorden der Bayerischen Krone

## Verleihungszahlen
Anhand der Unterlagen des Bayerischen Kriegsarchivs lassen sich folgende Verleihungszahlen belegen:

### Inländer
| Ordensklasse | 1806–1815 | 1816–1876 | 1914–1918 |
| ------------ | --------- | --------- | --------- |
| Großkreuz    | 07        | 01        | 05        |
| Kommandeur   | 13        | 02        | 14        |
| Ritter       | 093       | 055       | 281       |
| Ehrenritter  | 13        | —         | —         |

### Ausländer
| Ordensklasse | 1806–1815 | 1816–1876 | 1914–1918 |
| ------------ | --------- | --------- | --------- |
| Großkreuz    | 28        | 10        | 20        |
| Kommandeur   | 49        | 07        | 08        |
| Ritter       | 278       | 038       | 007       |

## Ehrensold
Die Bundesrepublik Deutschland zahlte den noch lebenden Ordensmitgliedern einen monatlichen Ehrensold von DM 25,--.
Mit dem Tod des letzten Inhabers, Hubertus-Maria von Heigl, im Jahre 1985 ist der Militär-Max-Joseph-Orden erloschen.